# La luz prodigiosa
La luz prodigiosa és una pel·lícula espanyola de 2003 dirigida per Miguel Hermoso.
Basada en la novel·la 'La luz prodigiosa' (Ediciones Libertarias/Huerga y Fierro Editores, 1992) guanyadora en 1991 del Premi Novel·la Curta "Ciutat de Barbastre" de l'escriptor i guionista Fernando Marías.
Miguel Hermoso obre la polèmica de què va passar amb el poeta granadí després de la seva execució el 1936. No se sap amb certesa on van quedar les seves restes, encara que els indicis apunten al fet que està enterrat en una fossa comuna de la localitat de Víznar, província de Granada.

## Argument
A principis de la guerra civil espanyola, un pastor anomenat Joaquín (Alfredo Landa), socorre un home (Nino Manfredi) a qui els seus botxins han donat per mort després d'afusellar-lo. Joaquín el recull a la seva casa i a poc a poc comença a interessar-se pel seu passat. Després, el deixa en un convent a cura d'una monja (Kiti Mánver). Passats 40 anys, al 1980, es retroba amb ell a Granada. Un fet fortuït ajuda al captaire a recuperar la seva memòria perduda, arribant a pensar que és el mateix Federico García Lorca.

## Repartiment
- Alfredo Landa - Joaquin Panjero
- Nino Manfredi - Galapago
- Kiti Mánver - Adela
- José Luis Gómez - Silvio
- Iván Corbacho - Joaquin jove
- Sergio Villanueva - Galapago jove
- Mariano Peña
- Fanny de Castro - Monja
- Fernando Picón - Advocat
- Miguel Alcíbar - Falangista

## Premis i nominacions
25è Festival Internacional de Cinema de Moscou
- Sant Jordi d'Or[3]

XVIII Premis Goya
| Categoria                 | Persona         | Resultat |
| ------------------------- | --------------- | -------- |
| Millor guió adaptat       | Fernando Marías | Nominat  |
| Millor actor protagonista | Alfredo Landa   | Nominat  |
| Millor actor secundari    | José Luis Gómez | Nominat  |
| Millor direcció artística | Félix Murcia    | Nominat  |